# Лучицький Йосип Данилович
Йосип Данилович Лучицький (нар. 10 грудня 1903, село Качанівка, тепер Хмільницького району Вінницької області — ?) — український радянський діяч, секретар Чернівецького обласного комітету КП(б)У, підполковник запасу. 

## Біографія
Член ВКП(б).
З грудня 1938 року — завідувач відділу партійної пропаганди, з березня 1939 року — заступник редактора газети ЦК КП(б)У «Комуніст».
У серпні 1940 — липні 1941 року — секретар Чернівецького обласного комітету КП(б)У із пропаганди — завідувач відділу пропаганди Чернівецького обласного комітету КП(б)У.
З вересня 1941 до січня 1944 року — в Червоній армії, учасник німецько-радянської війни. Служив на політичній роботі в 81-му гвардійському стрілецькому полку 25-ї гвардійської стрілецької дивізії 40-ї армії, був секретарем партійної комісії політвідділу 40-ї армії Воронезького, 2-го Українського фронтів.
У квітні 1944 — вересні 1946 року — секретар Чернівецького обласного комітету КП(б)У із пропаганди та агітації.
На 1985 рік — персональний пенсіонер.

## Звання
- майор
- підполковник

## Нагороди та відзнаки
- орден Вітчизняної війни І ст. (15.01.1944)
- орден Вітчизняної війни ІІ ст. (23.12.1985)
- орден Червоної Зірки (27.01.1943)
- медаль «За перемогу над Німеччиною у Великій Вітчизняній війні 1941—1945 рр.» (1945)
- медалі